# Recey-sur-Ource
Recey-sur-Ource is een gemeente in het Franse departement Côte-d'Or (regio Bourgogne-Franche-Comté) en telt 431 inwoners (1999). De plaats maakt deel uit van het arrondissement Montbard.

## Geografie
De oppervlakte van Recey-sur-Ource bedraagt 27,1 km², de bevolkingsdichtheid is 15,9 inwoners per km².
De onderstaande kaart toont de ligging van Recey-sur-Ource met de belangrijkste infrastructuur en aangrenzende gemeenten.

## Demografie
Onderstaande figuur toont het verloop van het inwonertal (bron: INSEE-tellingen).